# Tempio della Concordia (Roma)
Il tempio della Concordia era un tempio situato all'estremità occidentale del Foro Romano, affiancato al tempio di Vespasiano e Tito e col lato posteriore, al pari del tempio vicino, appoggiato sulla sostruzione del Tabularium. Era un precoce esempio di culto ad una personificazione e non ad una divinità, la Concordia, che avrebbe avuto in seguito numerosi altri esempi.

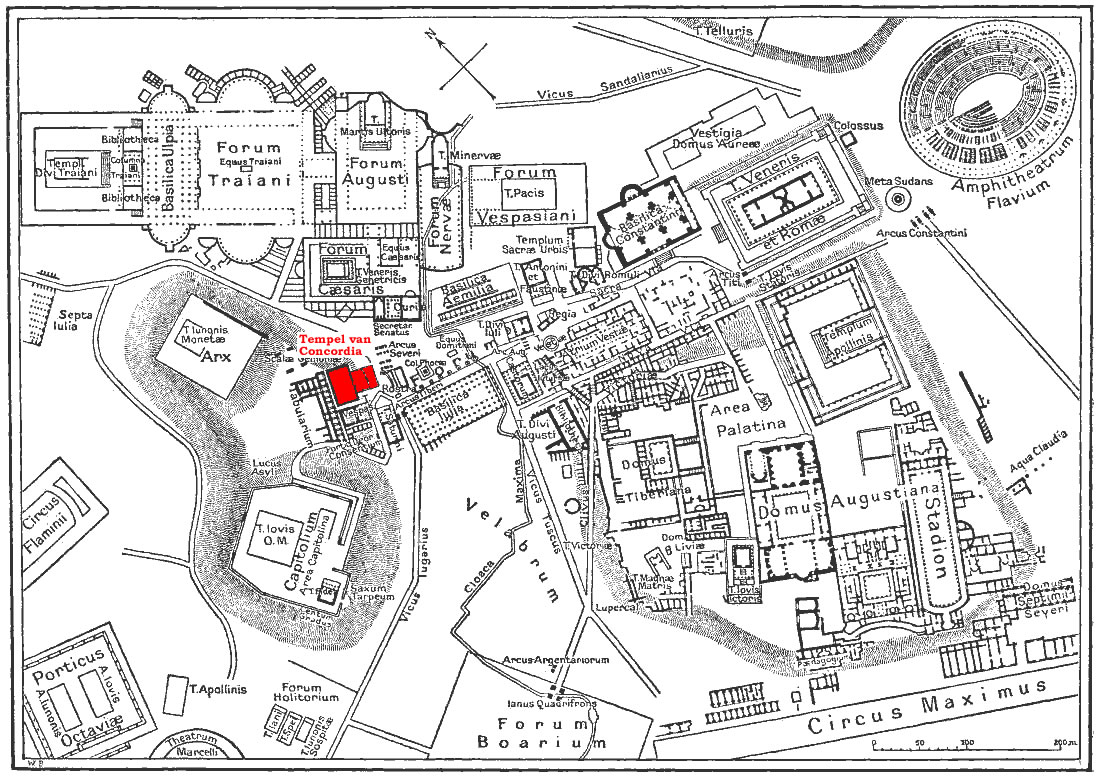
Localizzazione del Tempio della Concordia (in rosso) nel Foro Romano

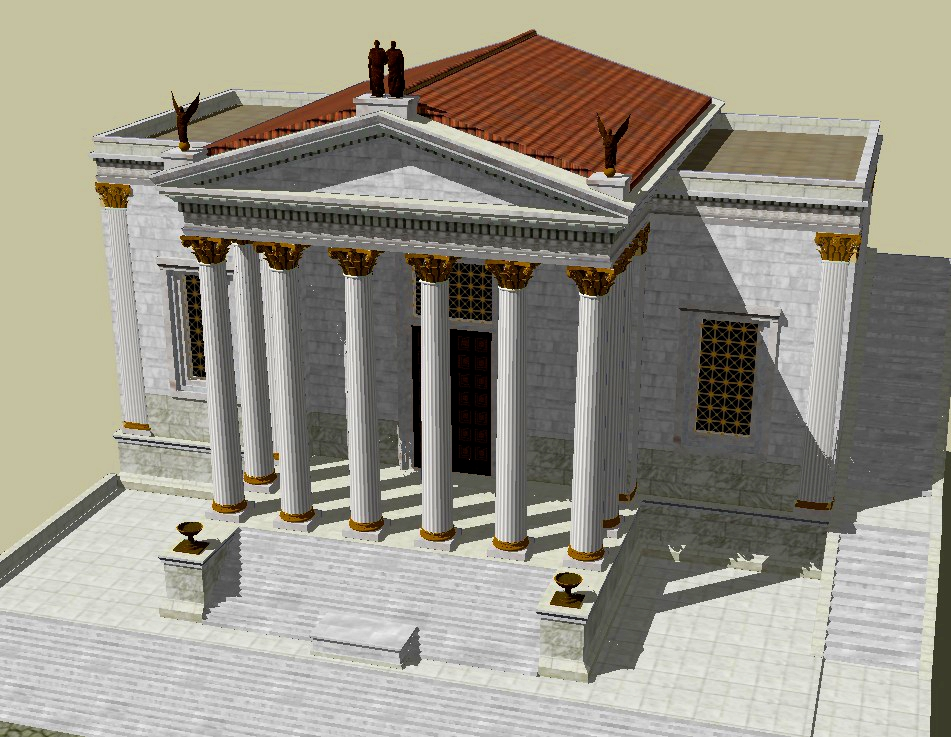
Ricostruzione del tempio

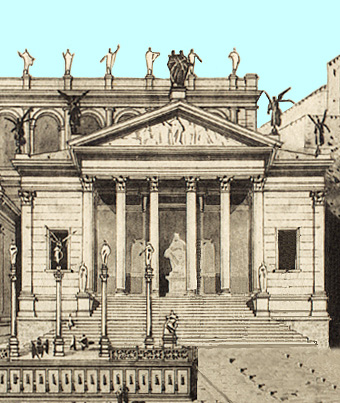
Ricostruzione del tempio; alle spalle si intravedono le arcate del Tabularium.

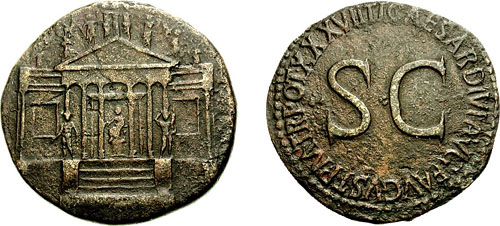
Sesterzio di Tiberio, 35-36; sul dritto si può osservare un rilievo col tempio della Concordia, con la facciata esastila sormontata da statue e acroteri. Sui lati della cella sono visibili due finestre. Al centro c'è la figura stessa di Concordia con patera e scettro, affiancata da Ercole e Mercurio

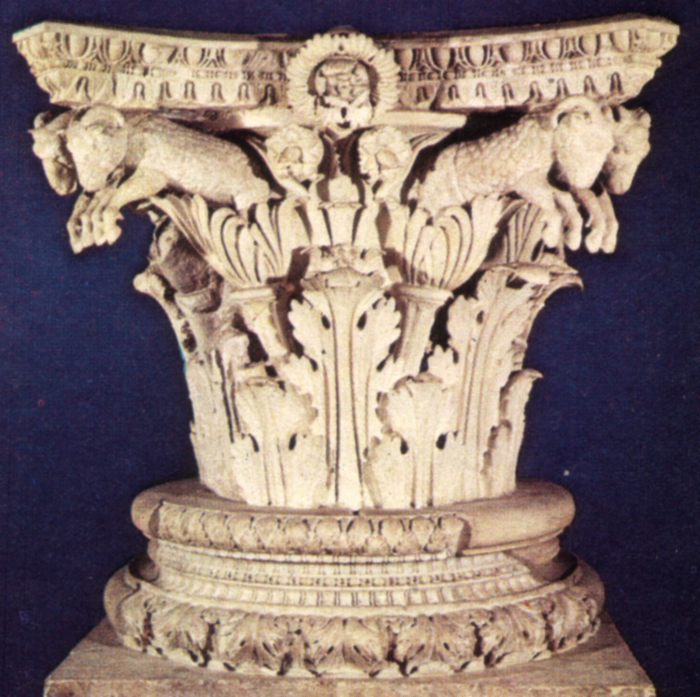
Capitello corinzio dal tempio della Concordia, con coppie di montoni.

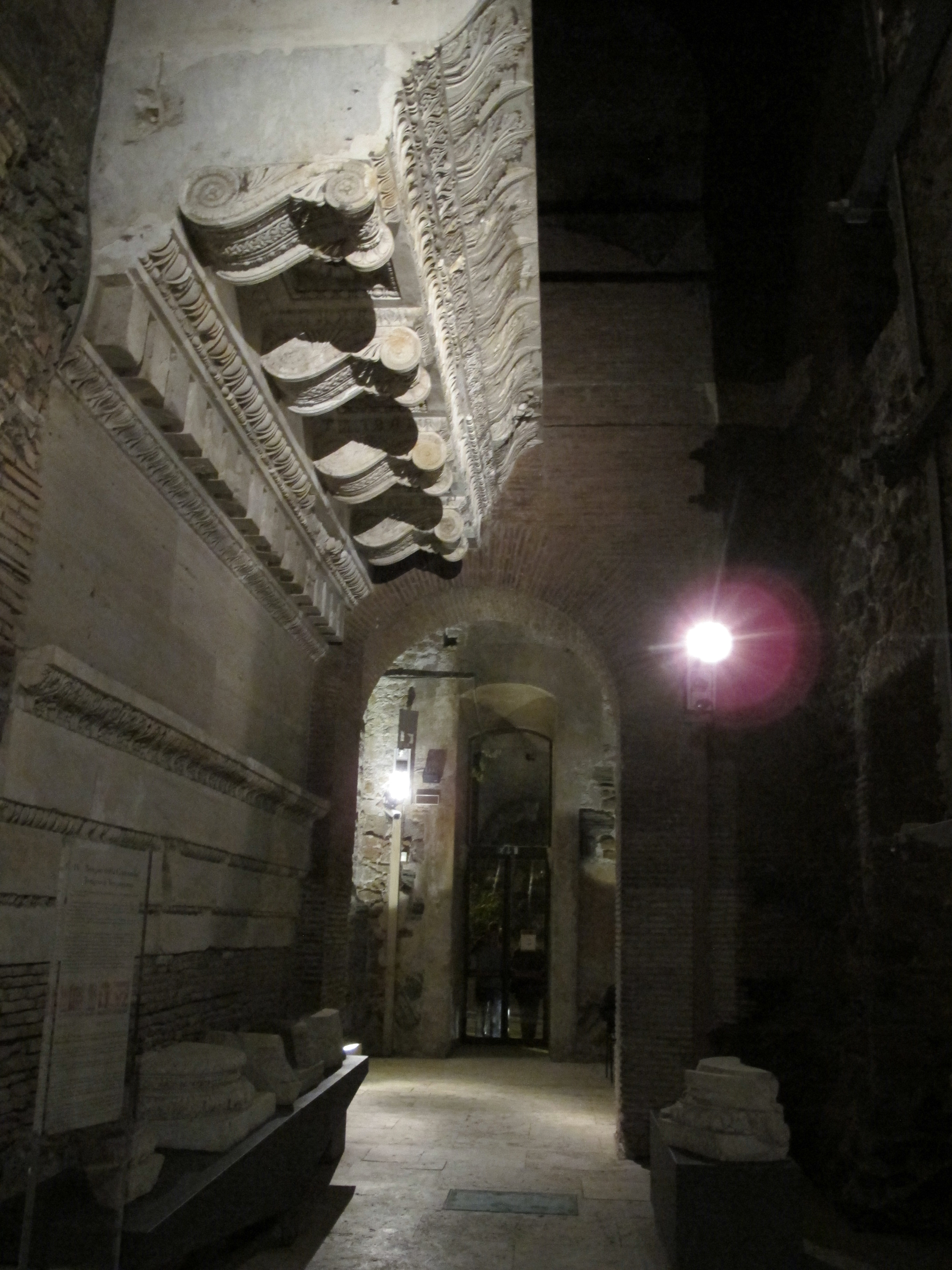
Architrave in marmo del I secolo d.C. dal Foro romano, Tempio della Concordia, oggi nei Musei Capitolini, presso il Tabularium.

## Storia
L'identificazione dell'edificio è certa, grazie anche alla sua rappresentazione in un frammento della Forma Urbis severiana, dove è raffigurato col vicino tempio di Saturno.
Venne iniziato nel 367 a.C. da Lucio Furio Camillo, figlio del dittatore che volle il tempio per commemorare la riconciliazione tra patrizi e plebei. Inaugurato secondo le fonti nel 304 a.C da Cneo Flavio (edile) . Fu ricostruito nel 121 a.C. da Lucio Opimio per favorire l'armonia dopo l'omicidio dei Gracchi.
Sappiamo che verso la fine del 211 a.C., la statua della Vittoria, posta nel punto più alto del tempio, venne colpita e abbattuta da un fulmine e restò ancorata alle Vittorie, poste ad ornamento, senza cadere dal tetto.
Infine nel regno di Augusto venne di nuovo restaurato da Tiberio tra il 7 a.C. e il 10 d.C., anno della nuova consacrazione. Scrive infatti Svetonio:
(Gaio Svetonio Tranquillo, De vita Caesarum , Tiberio,20)
Quest'ultimo restauro si distinse per l'opulenza dei marmi e per i ricchi ornamenti architettonici. Tale era la ricchezza delle fini sculture greche, dei dipinti e delle altre opere d'arte che il tempio si trasformò in una specie di museo dell'arte e della scultura: Plinio il Vecchio ci ha tramandato un vero e proprio catalogo delle opere, soprattutto statue greche di epoca ellenistica.
A questo rifacimento risale la cella, che forse venne ingrandita sfruttando lo spazio della demolita basilica Opimia, che da allora non è più ricordata.
Si conosce poco del tempio in epoca imperiale, tuttavia si suppone che possa avere subìto un restauro a seguito di un incendio, nel 284. Ammesso che fosse ancora in uso, il tempio non fu sicuramente più utilizzato dopo la promulgazione dell'Editto di Tessalonica ad opera di Teodosio, che proclamò il cristianesimo religione di Stato e proibì tutti gli altri culti pagani, sancendo l'inizio di un periodo di persecuzioni contro i seguaci dell'antica religione romana.
Nonostante l'avvento del Cristianesimo, il tempio non fu comunque distrutto, ma rimase inutilizzato. L'ultimo riferimento all'edificio risale all'VIII secolo, quando sebbene risultasse pericolante e in pessime condizioni, sulla facciata conservava ancora l'iscrizione S. P. Q. R. aedem Concordiae vetustate conlapsam in meliorem faciem opere et cultu splendidiore restituerunt. 
Venne definitivamente raso al suolo solo intorno al 1450, e i suoi marmi trasformati in calce viva, destinata alla costruzione di nuovi edifici.

## Descrizione
Il tempio venne costruito su di un alto podio. Addossato al Tabularium, ai piedi del colle Capitolino, l'architettura del tempio ha dovuto assecondare la conformazione del luogo.
Il tempio di età repubblicana era più piccolo di quello ricostruito in età imperiale: originariamente infatti misurava 15x25 metri.
Ricostruito, la cella del tempio, a pianta trasversa, è quasi due volte più larga che profonda (45 per 24 metri), così come il pronao che la precede, che doveva essere probabilmente formato da una gradinata e da sei colonne corinzie sulla facciata. La presenza di due finestre sul lato lungo anteriore della cella assicurava l'illuminazione della cella, di modo da consentire la fruizione delle opere ivi conservate.
Dei ruderi del tempio non rimane altro che il basamento in tufo, il podio e la soglia della cella, formata da due blocchi di marmo di qualità portasanta nei quali è inciso un caduceo, oltre ai gradini che conducevano al pronao. 
Una parte della ricchissima trabeazione si trova conservata nel Tabularium, mentre un capitello (con una coppia di montoni scolpita), si trova nell'Antiquarium Forense.

## Funzioni
Venne usato come archivio di Stato durante l'epoca repubblicana e per le riunioni del Senato romano, particolarmente nei tempi di disordini civili: qui per esempio Cicerone pronunciò la quarta Catilinaria e qui il Senato varò la condanna a morte per Seiano.